# Força de gradiente de pressão

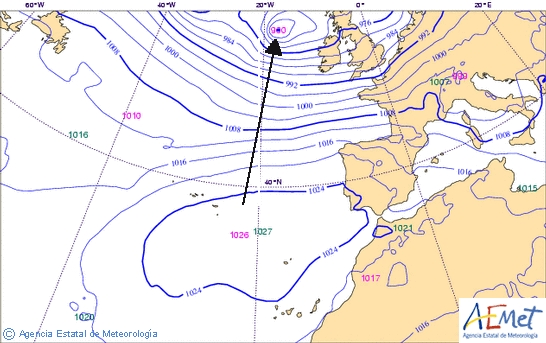
Carta meteorológica de 11 de março de 2008, mostrando as curvas de nível (isóbaras) sobre a Europa Ocidental e o nordeste do Oceano Atlântico, da Agência Estatal Espanhola de Meteorologia. O mapa contém uma seta (vetor) que indica a direção da força de gradiente de pressão. A pressão atmosférica de cada isóbara está expressa em hPa.

A força de gradiente de pressão é a principal causa dos ventos. Surge como resultado da diferença de pressão atmosférica de uma região para outra: o ar em regiões onde a pressão é mais alta flue para regiões onde a pressão é mais baixa. A intensidade desta força será maior quanto maior for a diferença de pressão atmosférica e menor a distância entre duas regiões.
Uma parcela de ar situada em uma região de onde existe força de gradiente de pressão será acelerada e ganhará velocidade a medida em que se aproxima da região de baixa pressão atmosférica, resultando em vento. A intensidade do vento é proporcional à diferença de pressão atmosférica entre uma região e outra, e inversamente proporcional à distância que separa estas regiões. Se a parcela de ar encontra-se em uma região onde a força de gradiente de pressão é intensa, será fortemente acelerada e terá grandes velocidades ao se aproximar da região de baixa pressão atmosférica. Por outro lado, se a parcela de ar estiver situada onde a força de gradiente de pressão não for tão intensa, mas estiver atuando por longas distâncias, o vento também terá uma velocidade alta quando se aproximar da região de baixa pressão.
Em meteorologia, é uma das variáveis de maior importância, não sendo possível a elaboração de uma previsão do tempo desconhecendo  a intensidade e o local de ação e o comportamento em um futuro imediato da força de gradiente de pressão. Várias entidades meteorológicas, como ciclones, sistemas frontais, entre outros, estão intimamente ligados à força de gradiente de pressão.
A intensidade da força de gradiente de pressão é dada por:
{\displaystyle F_{gp}=-V\nabla p}
Onde {\displaystyle F_{gp}} é a força de gradiente de pressão, {\displaystyle V} é o volume da parcela de ar em estudo e {\displaystyle \nabla p} é o vetor gradiente de pressão, que é igual a {\displaystyle \left({\frac {\partial p}{\partial x}}{\hat {i}},{\frac {\partial p}{\partial y}}{\hat {j}},{\frac {\partial p}{\partial z}}{\hat {k}}\right)}, sendo que {\displaystyle {\frac {\partial p}{\partial x}},{\frac {\partial p}{\partial y}},{\frac {\partial p}{\partial z}}} são as derivadas parciais ou as taxas de variação da pressão atmosférica ao longo dos eixos cartesianos x, y e z, e {\displaystyle {\hat {i}},{\hat {j}},{\hat {k}}} os versores canônicos do sistema cartesiano de coordenadas.
Em meteorologia, a aceleração de gradiente de pressão tem mais significado do que a própria força de gradiente de pressão, pois utiliza a densidade do ar, bastante conhecida, em vez do volume da parcela de ar em questão, que pode ser arbitrário. A aceleração de gradiente de pressão pode ser obtida a partir da segunda lei de Newton ({\displaystyle {\overrightarrow {F}}=m{\overrightarrow {a}}}), e é dada por:
{\displaystyle a_{gp}=-{\frac {1}{\rho }}\nabla p}
onde {\displaystyle a_{gp}} é a aceleração de gradiente de pressão e {\displaystyle \rho } é a densidade do ar.
O vetor gradiente de pressão naturalmente aponta para onde a taxa de variação é a maior. Sendo assim, o vento flui na mesma direção do vetor, que é perpendicular às curvas de nível (isóbaras) da pressão atmosférica. Entretanto, outras forças desviam o fluxo de ar da direção do vetor de gradiente de pressão, como as forças inerciais de Coriolis e centrífuga. A força de Coriolis é o pelo movimento rotacional de ciclones e anticiclones, por exemplo.